# Soechanovka (district Chasanski)
Soechanovka (Russisch: Сухановка) is een plaats (posjolok bij station) aan de spoorlijn van Oessoeriejsk naar Chasan in de gorodskoje poselenieje van Zaroebino van het district Chasanski in het uiterste zuidwesten van de Russische kraj Primorje. De plaats werd gesticht in 1885 en telt 109 inwoners (1 januari 2005).

## Geografie
De nederzetting ligt aan de rivier de Gladkaja, op 25 kilometer van haar instroom in de Expeditiebocht van de Posjetbaai. De plaats ligt over de weg op 2 kilometer verwijderd van de rijksweg Razdolnoje - Chasan (A189), op 37 kilometer van het districtcentrum Slavjanka en ongeveer 201 kilometer van Vladivostok.
Bestuurlijk centrum: Slavjanka

Andrejevka · Bamboerovo · Barabasj · Barsovy · Baza Kroeglaja · Bezverchovo · Chasan · Filippovka · Gvozdevo · Kamysjovoje · Kedrovaja · Kraskino · Kravtsovka · Lebedinoje · Majak Bjoesse · Majak Gamova · Narva · Ovtsjinnikovo · Perevoznoje · Pojma · Posjet · Pozjarski · Primorski · Provalovo · Risovaja Pad · Rjazanovka · Romasjka · Sjachtjorskoje · Soechaja Retsjka · Soechanovka · Tsoekanovo · Vitjaz · Zajsanovka · Zanadvorovka · Zaroebino